# محمد عزير شمس الحق
محمد عزير بن شمس الحق بن رضاء الله، من أشهر علماء الهند المعاصرين المعنيين بقضايا التراث وتحقيق المخطوطات، ولد في ولاية بنغال الغربية في الهند عام 1957م، اعتنى أثناء طلبه للعلم تعلم اللغات الحية، فأتقن ست لغات، منها: اللغة العربية، والإنجليزية، والفارسية، له العديد من المؤلفات والتحقيقات.

## تعليمه
درس الابتدائية في مدرسة فيض عام في مدينة (مئو) التي كان منها الشيخ حبيب الرحمن الأعظمي ومحمد مصطفى الأعظمي وسعيد الأعظمي ومقتدى حسن الأزهري وغيرهم.
وبعد ذلك الدراسة العربية والتي استغرقت عشر سنوات في المدارس التالية:
1. دار العلوم الأحمدية السلفية في دربنجه في ولاية بيهار.
2. دار الحديث في مدينة بيل دانجه في ولاية بنغال.
3. المدرسة الرحمانية في مدينة بنارس.
4. الجامعة السلفية في مدينة بنارس وكان الانتهاء من الدراسة بها عام 1976 م.
5. الجامعة الإسلامية بالمدينة النبوية كلية اللغة العربية سنة التخرج 1401 هـ.
6. جامعة أم القرى _ ماجستير 1406 هـ بعنوان: «التأثيرالعربي في شعر حالي».
7. كما أنجز أطروحته لنيل الدكتوراه في موضوع: «الشعر العربي في الهند ـ دراسة نقدية»، ولم تناقش.

## شيوخه
1. والده الشيخ شمس الحق السلفي (ت 1406 هـ) درس عليه الموطأ والبخاري وكتب أخرى كثيرة في المدارس التي كان يدرس فيها وكان يتنقل معه فيها.
2. الشيخ محمد رئيس الندوي (كبير علماء الحديث في الهند).
3. محمد إدريس الرحماني.
4. عبد المعيد البنارسي.
5. عبد السلام الرحماني.
6. صفي الرحمن المباركفوري.
7. عبد السلام المدني.
8. عبد النور الندوي.
9. عبد الوحيد الرحماني.
10. عمه الشيخ عبد الحق السلفي وغيرهم كثير.

## مؤلفاته
1. حياة المحدث شمس الحق وآثاره (طبع طبعتين في بنارس بالهند).
2. كتاب آخر بالأردية عن حياة المحدث شمس الحق (طبع في كراتشي بباكستان).
3. الجامع لسيرة شيخ الإسلام ابن تيمية خلال سبعة قرون (ط. مجمع الفقه).
4. أعلام أهل الحديث في الهند (بالأردية) غير مطبوع.
5. رسالة في حكم السبحة (بالأردية).
6. مؤلفات الإمام ابن قيم الجوزية.[3]

## تحقيقاته
1. رفع الالتباس عن بعض الناس، للعظيم آبادي.
2. غاية المقصود شرح سنن أبي داود، للعظيم آبادي (المجلد الأول).
3. مجموعة فتاوى الشيخ شمس الحق العظيم آبادي (بالأردية والفارسية).
4. ردّ الإشراك، لإسماعيل بن عبد الغني الدهلوي.
5. تاريخ وفاة الشيوخ الذين أدركهم البغوي، لأبي القاسم البغوي.
6. جزء في استدراك أم المؤمنين عائشة على الصحابة، لأبي منصور البغدادي.
7. روائع التراث (عشر رسائل نادرة في فنون مختلفة).
8. بحوث وتحقيقات للعلامة عبد العزيز الميمني.
9. إتحاف النبية بما يحتاج إليه المحدث والفقيه، لولي الله الدهلوي (تعريب).
10. مجموعة رسائل الإمام ولي الله الدهلوي (غير مطبوع).
11. مجموعة رسائل المحدث شمس الحق العظيم آبادي (غير مطبوع).
12. الجامع لسيرة شيخ الإسلام ابن تيمية (بالاشتراك).
13. تقييد المهمل وتمييز المشكل، لأبي علي الجياني (بالاشتراك).
14. قاعدة في الاستحسان، لشيخ الإسلام ابن تيمية.
15. جامع المسائل (5 مجلدات) لشيخ الإسلام ابن تيمية.
16. الرسالة التبوكية، لابن قيم الجوزية.
17. تنبية الرجل العاقل على تمويه الجدل الباطل، لشيخ الإسلام ابن تيمية، (بالاشتراك).

## وفاته
توفي بمنزله في مكة المكرمة بعد أذان عِشاء يوم السبت 19 ربيع الأول 1444 هـ الموافق 15 أكتوبر (تشرين الأول) 2022 م.

## روابط خارجية
- محمد عزير شمس الحق على موقع أرشيف الشارخ.